# Rho-Faktor
Der ρ-Faktor (Rho-Faktor) ist ein Protein, das in Prokaryoten die RNA-Transkription beenden kann. Es agiert als ATP-abhängige Helikase, die sich entlang neu synthetisierter RNA Richtung 3'-Ende bewegt und schließlich die RNA von der DNA ablöst und damit die RNA-Synthese beendet.
In E. coli ist Rho ein ca. 275kDa schweres Hexamer aus sechs identischen Untereinheiten, von denen jede eine RNA-bindende und eine ATP-bindende Domäne aufweist. Die Untereinheiten sind um einen Hohlraum in der Mitte angeordnet, durch den der RNA-Strang hindurchläuft. Das Protein bindet an einen ungefähr 70 Nukleotide langen Bereich der neu synthetisierten, einzelsträngigen RNA, der reich an Cytosin und arm an Guanin ist. Von dort zieht sich das Enzym unter Verbrauch von ATP zur Transkriptionsblase, in der die RNA von der RNA-Polymerase synthetisiert wird. Hier wirkt es als Helikase, die den RNA-Strang von der DNA und der Polymerase trennt.
Die Bindestelle, rut – rho utilization site genannt, befindet sich oberhalb des Transkriptions-Endes. Es sind verschiedene Bindestellen identifiziert worden, ohne eine Consensussequenz zu finden. Möglicherweise gibt es eine weitere, spezifische Terminationssequenz, an der die Polymerase langsamer wird, so dass sie vom Rho-Faktor eingeholt werden kann; allerdings ist die Kinetik komplex und noch nicht abschließend analysiert.